# Торговая выгода
В экономической науке торговые выгоды — это чистые выгоды для экономических агентов от того, что они получают возможность увеличить объем добровольной торговли друг с другом. С технической точки зрения они представляют собой увеличение потребительского профицита плюс профицит производителя от снижения тарифов или иной либерализации торговли.

## Динамика
Выгоды от торговли обычно описываются как результат:
- специализации производства на основе разделения труда, эффекта масштаба, масштаба и агломерации[2] и относительной доступности факторных ресурсов по видам выпускаемой продукции по хозяйствам, предприятиям, местоположению[3] и экономикам;
- результирующего увеличения общих производственных возможностей;
- торговли через рынки от продажи одного вида продукции для других, более высоко ценимых товаров.[4]

Рыночные стимулы, такие как отраженные в ценах на продукцию и вводимые ресурсы, теоретически используются для привлечения факторов производства, включая рабочую силу, в деятельность, основанную на сравнительных преимуществах, т. е. Затем владельцы факторов производства используют свой возросший доход от такой специализации для покупки более ценных товаров, которые в противном случае были бы дорогостоящими производителями, и таким образом получают прибыль от торговли. Эта концепция может быть применена ко всей экономике для альтернатив автаркии (отсутствие торговли) или торговли. Мерой общих выгод от торговли является сумма излишков потребителей и прибылей производителей или, более грубо, увеличение объема производства в результате специализации производства с последующей торговлей. Выгоды от торговли могут также относиться к чистым выгодам для страны от снижения торговых барьеров, таких как тарифы на импорт.
Давид Рикардо в 1817 году впервые четко сформулировал и доказал принцип сравнительного преимущества, назвав его "фундаментальным аналитическим объяснением" источника прибыли от торговли. Но после публикации книги Адама Смита "Исследование о природе и причинах богатства народов" в 1776 году широко утверждалось, что при наличии конкуренции и отсутствии рыночных искажений такие выгоды являются позитивными в продвижении к свободной торговле и отказе от автаркии или непомерно высоких импортных тарифов. Строгие ранние современные утверждения об условиях, при которых выполняется это положение, можно найти у Самуэльсона в 1939 и 1962 годах. Для аналитически прослеживаемого общего случая модели Эрроу-Дебре в 1972 году появились формальные доказательства для определения состояния отсутствия проигравших при переходе от автаркии к свободной торговле.
Из этого не следует, что отсутствие тарифов - это лучшее, что может сделать экономика. Напротив, крупная экономика могла бы устанавливать налоги и субсидии в свою пользу за счет других экономик. Более поздние результаты Кемпа и других показали, что в мире Эрроу-Дебре с системой единовременных компенсационных механизмов, соответствующих Таможенному союзу для данного подмножества стран (описываемого свободной торговлей между группой экономик и общим набором тарифов), существует общий набор мировых тарифов, такой, что ни одна страна не окажется в худшем положении, чем в меньшем Таможенном союзе. Предложение состоит в том, что если Таможенный союз имеет преимущества для экономики, то существует Всемирный Таможенный союз, который по крайней мере так же хорош для каждой страны в мире.

## Измерение
Классические экономисты утверждают, что существует два метода измерения выгод от торговли: 1) международная торговля увеличивает национальный доход, что помогает нам получать импорт по низким ценам; 2) выгоды измеряются в терминах торговли. Для измерения выгод от торговли требуется сопоставление себестоимости производства в одной стране с себестоимостью производства в другой стране для одного и того же продукта. Однако очень трудно получить знания о себестоимости производства и стоимости импорта в той или иной стране. Поэтому метод определения условий торговли является предпочтительным для измерения выгод от торговли.

## Факторы, влияющие на прибыль
Существует несколько факторов, которые определяют выгоды от международной торговли:
1. Различия в соотношении затрат: выгоды от международной торговли зависят от соотношения затрат, обусловленных различиями в сравнительных соотношениях затрат в двух торгующих странах. Чем меньше разница между обменным курсом и издержками производства, тем меньше выгоды от торговли и наоборот.
2. Спрос и предложение: если страна имеет эластичный спрос и предложение, то выгоды от торговли выше, чем если бы спрос и предложение были неэластичными.
3. Наличие факторов производства: Международная торговля основана на специализации, а страна специализируется в зависимости от наличия факторов производства. Это приведет к увеличению внутренних коэффициентов издержек и, следовательно, выгод от торговли.
4. Размер страны: если страна мала по размеру, то им относительно легко специализироваться на производстве одного товара и экспортировать излишки продукции в большую страну, а также получать больше прибыли от международной торговли. Тогда как если страна велика по размеру, то они должны специализироваться на более чем одном товаре, потому что избыточное производство только одного товара не может быть полностью экспортировано в малую страну, так как спрос на товар будет очень часто сокращаться. Так что чем меньше размер страны, тем больше выгода от торговли.
5. Условия торговли: выгоды от торговли будут зависеть от условий торговли. Если соотношение затрат и условия торговли будут ближе друг к другу, то больше будет выигрышей от торговли стран-участниц.
6. Продуктивная эффективность: повышение производственной эффективности страны также определяет ее выгоды от торговли, поскольку она снижает себестоимость производства и цену товаров. В результате страна-импортер выигрывает от импорта дешевых товаров.

## Статические и динамические выгоды от торговли
Прибыль от торговли можно разделить на статическую и динамическую прибыль от сделок. Статический прирост означает увеличение социального благосостояния в результате максимизации национального производства за счет оптимального использования факторных ресурсов страны. Динамичные выгоды от торговли - это те выгоды, которые ускоряют экономический рост стран-участниц.
Статические выгоды являются результатом работы теории сравнительных издержек в области внешней торговли. Исходя из этого принципа, страны оптимально используют имеющиеся у них ресурсы, с тем чтобы их национальный выпуск был больше, что также повышает уровень социального благосостояния в стране. Когда происходит внедрение внешней торговли в экономику, то результат называется статическими выгодами от торговли.
Динамичные выгоды от торговли связаны с развитием экономики. Специализация страны на производстве наиболее подходящих товаров, что приводит к большому объему качественной продукции, способствующей росту. Таким образом, расширение внутреннего рынка на внешний рынок ускорит экономический рост.

## Рекомендации
- Jagdish N. Bhagwati, Arvind Panagariya, and T. N. Srinivasan, 1998, 2nd ed. Lectures on International Trade, ch. 18 & 19, pp. 265-79.
- Giovanni Facchini and Gerald Willmann, 2001. "Pareto Gains from Trade," Economia Politica, pp. 207-216. 1999 preprint  version.
- Murray C. Kemp, 1995.  The Gains from Trade and the Gains From Aid: Essays in International Trade Theory.
- Paul R. Krugman, 1987. "Is Free Trade Passé?" Journal of Economic Perspectives, 1(2), pp. 131-144.
- Joy Mazumdar, 1996. "Do Static Gains from Trade Lead to Medium-Run Growth?" Journal of Political Economy, 104(6), 1996, p p. 1328-1337.
- Dr, Mrs. Mangla P. Jahgle, Dr. Mrs. Madhura Joshi, Mrs. Sumati V. Shinde,  "International Economics",ed 2008, ch 5, pp 122–125
- M.L Jhingan,"International Economics",ed 2008,ch 16,pp 155
- K.K. Dewett, "Modern Economic Theory",2008,ch 55,pp 671–672

## Внешние ссылки
- Gains from Trade, from "International Trade," Arnold Kling
- Summary: Main Points on Economic Efficiency and the Gains from Trade, including graphs for consumer surplus and producer surplus
- , Gains from internal trade
- Oscar Volij